# Psychoda bitrunculens
Psychoda bitrunculens és una espècie d'insecte dípter pertanyent a la família dels psicòdids.

## Descripció
- La femella fa 0,78-1,01 mm de llargària a les antenes (0,95-1,05 en el cas del mascle), mentre que les ales li mesuren 1,42-1,70 de longitud (1,42-1,55 en el mascle) i 0,52-0,67 d'amplada (0,57-0,62 en el mascle).
- Les antenes presenten 15 segments.[2]

## Distribució geogràfica
Es troba a Indonèsia: Papua Occidental.